# ام‌وی ترنس‌اتلانتیک
ام‌وی ترنس‌اتلانتیک (به انگلیسی: MV TransAtlantic) یک کشتی است که طول آن ۱۰۰٫۵۹ متر (۳۳۰٫۰ فوت) می‌باشد. این کشتی در سال ۱۹۹۶ ساخته شد.